# Sandettié (bateau-feu)

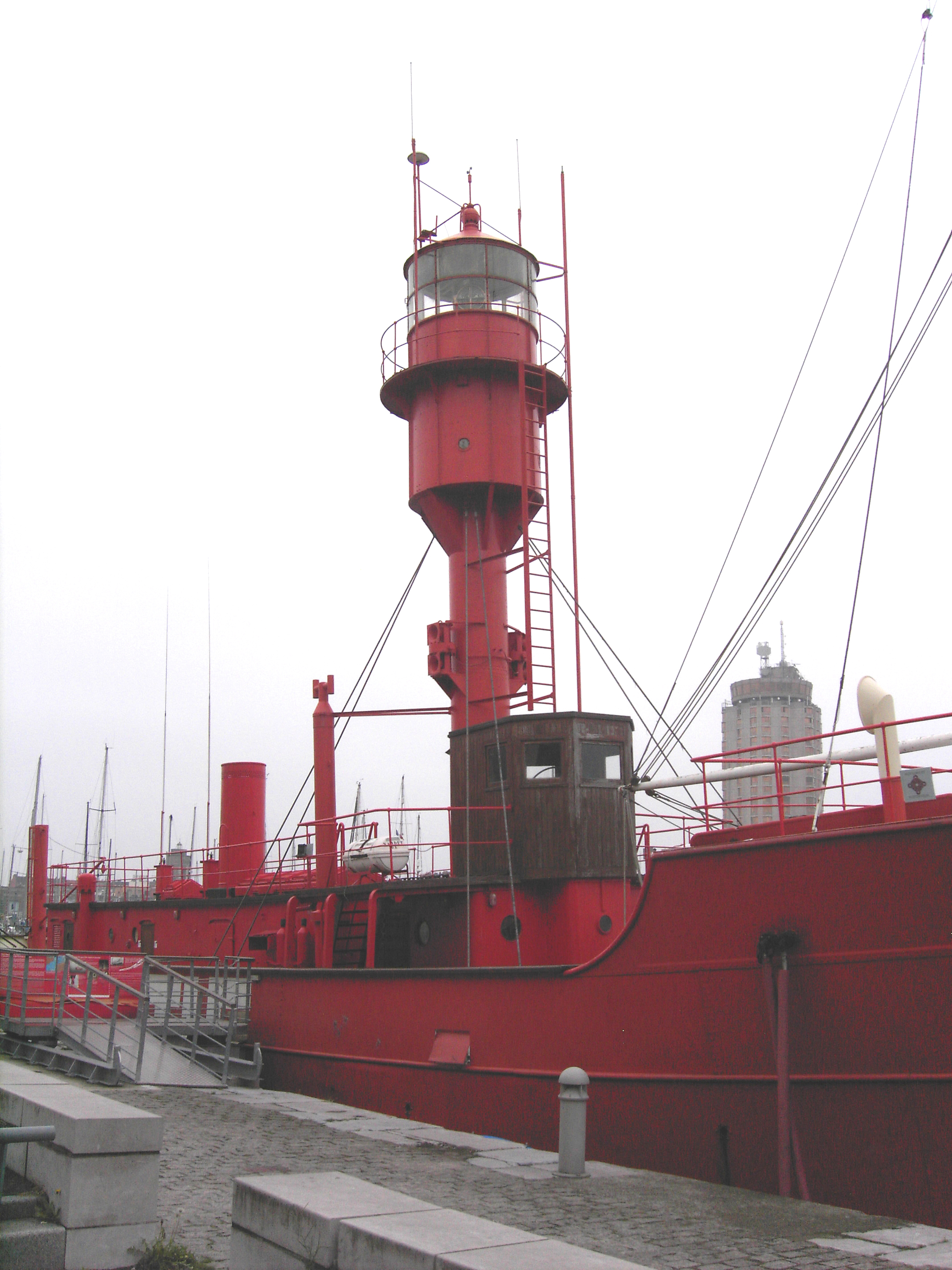
Le Sandettié aujourd'hui (passerelle d'accès pour la visite)

Le Sandettié, sixième du nom (voir ci-dessous Lignée des bateaux-feux « Sandettié »), dénommé par association au Banc de Sandettié, est le dernier bateau-feu français à avoir été mis en service. Construit en 1947 aux Forges et chantiers de la Méditerranée, à Graville le Havre, sous le nom de BF 6 (bateau-feu no 6), il fut désaffecté en juin 1989 lors de son rachat par la ville de Dunkerque. La dernière personne a l'avoir rentré au port est Daniel Manier. Il fait désormais partie de la collection à flot du musée portuaire de Dunkerque aux côtés du trois-mâts  Duchesse Anne.
Le Sandettié fait l'objet d'un classement au titre des monuments historiques depuis le 17 mars 1997.
C'est l'un des quatre bateaux-feux encore visibles en France et le seul à pouvoir être visité.

## Présentation
Lancé le 16 février 1948, à Graville-Le Havre, le BF 6 (futur Sandettié) fut affecté l'année suivante sur le banc du Dyck au service de l'administration des phares et balises. En 1978, ce banc n'étant plus balisé, le navire est réaffecté au poste du banc Sandettié, un banc de sable en eau peu profonde à 13 milles nautiques de la côte (environ 24 km), face à Calais. Comme ses homologues, qui changeaient de nom selon les bancs de sable où ils étaient affectés, le Dyck est donc devenu le Sandettié. Auparavant, le BF 6 était relayé par un autre bateau-feu, baptisé Dyck BF 2, improprement nommé puisqu'il signalait encore le Sandettié en alternance. Du fait de l'automatisation progressive des balises, le Sandettié sera cependant désarmé en 1989 après plus de quarante années de carrière. Le BF 2 l'avait précédé quelques années plus tôt.

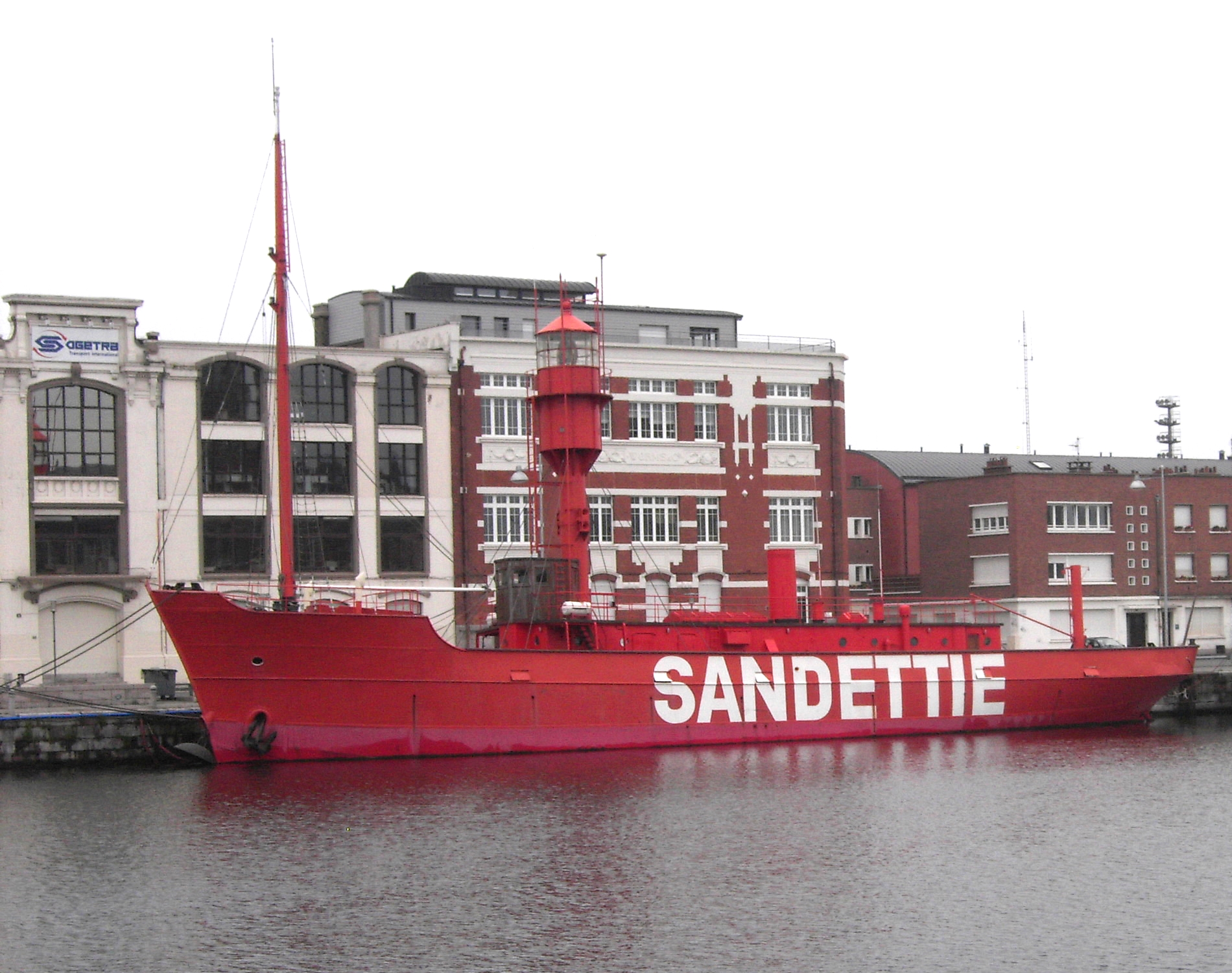
Le Sandettié à proximité du Musée portuaire de Dunkerque

Comme de tradition, le nom était peint en grandes lettres blanches sur la coque, les bateaux-feux ayant finalement tous été peints en rouge par ailleurs, afin d'être mieux repérables (auparavant, les bateaux-feux étaient peints en noir et blanc, selon les couleurs du balisage cardinal de l'époque),.
Le Sandettié mesure 47,5 m de long et 7,65 m de large (creux sur quille : 4,50 m ; tirant d’eau : 3,50 m ; jauge brute : 417,88 tx ; déplacement : 450 t). Sa coque est en métal riveté. Sa propulsion était assurée par un moteur électrique de 120 ch. Son équipage de deux bordées de 8 hommes était relevé sur rade par quinzaine au moyen du navire baliseur. Les capitaines de chaque bordée disposaient chacun de leur propre cabine à bord. À poste, le bateau était ancré par une chaîne longue de 250 m posée sur le fond et pesant 100 tonnes.
Le phare portait à 25 milles nautiques (puissance de la lampe 1 500 watts alimentée en 110 volts), son feu équipé d'une lentille de Fresnel était parfaitement identifiable (éclat blanc toutes les cinq secondes). Le Sandettié était par ailleurs très visible sur les écrans radar des navires grâce à son transpondeur racon (RAdar beaCON). Par mauvaise visibilité, il faisait entendre sa corne de brume, mauvaise visibilité qui augmentait les risques de collisions auxquelles ce navire captif ne pouvait échapper alors que les fortes tempêtes pouvaient le faire dérader. Cependant, la vie à bord de ce navire immobile était généralement tranquille et monotone. Elle tournait autour des quarts et des tâches routinières de maintenance et de surveillance entrecoupées par les repas et les parties de pêche et de cartes. Le Sandettié était aussi une station d'observation météorologique effectuant des relevés toutes les 6 heures qui étaient codés puis transmis par radio à destination de Météo-France.
Lorsqu'il prit sa retraite le 3 juin 1989, le Sandettié fut salué par un concert de sirènes en rentrant dans le port de Dunkerque. Il a été racheté par la ville de Dunkerque.

## Un musée sur l'eau

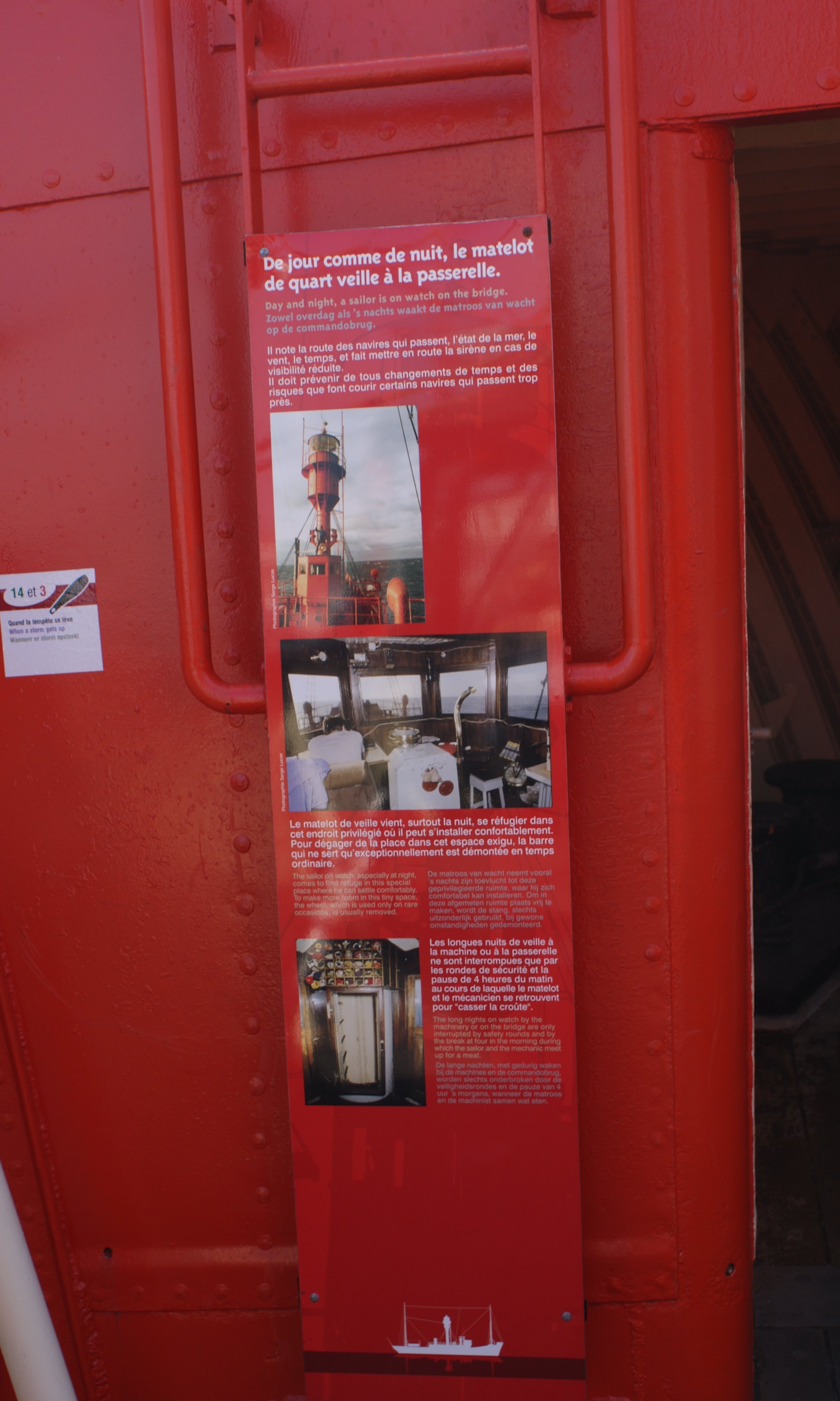
L'une des stations de la visite

Depuis 1997, le Sandettié est désormais la propriété de Dunkerque Grand Littoral qui l'a fait restaurer. Il est aujourd’hui mouillé dans le port de commerce de Dunkerque en tant que bateau musée, au titre de la « collection à flot » du Musée portuaire de Dunkerque qui organise sa visite depuis le 31 août 2006. En bien meilleur état, il a remplacé le Dyck BF 2 dans la collection à flot. Déclassé des monuments historiques en 2004, ce dernier a été démoli en juin 2008.
Jusqu'en 2009, la découverte du Sandettié s'effectuait librement, dans le cadre d'une visite groupée suivie de celle de la péniche La Guilde, mais comprenant préalablement celle guidée du trois-mâts Duchesse Anne. La visite peut désormais ne concerner que le Sandettié. Chaque visiteur se voit confier un audio-guide individuel fourni par le musée. Les dix-sept stations que compte la visite sont ainsi guidées par le témoignage du dernier capitaine du Sandettié qui fait revivre la vie telle qu'elle se déroulait à bord, avec ses anecdotes, ses joies et ses difficultés. Par exemple, un seul coup de téléphone à la famille était permis une fois par semaine pour chaque membre de l'équipage. À l'exception du phare lui-même et du poste de pilotage accolé, la visite permet de parcourir tout l'intérieur du bateau, de la cuisine à la salle des transmissions, en passant par les cabines, jusqu'aux salles des machines. Beaucoup des étapes de la visite bénéficient en outre de panneaux sur lesquels figurent quelques explications synthétiques et des photos illustrant le commentaire audio (photo ci-contre).
L'organisation de cette visite agrémentée d'une exposition sur les bateaux-feux a valu au Musée portuaire le premier prix du concours 2008 organisé par le magazine Chasse-Marée
Le Sandettié fait l'objet d'un entretien régulier qui depuis 2008 est assuré par le Musée portuaire, ce dernier disposant d'une équipe de quatre personnes pour l'ensemble de la flotte. Environ tous les cinq ans le bateau passe au carénage ; la dernière fois, début 2011.

## La lignée des bateaux-feuxSandettié

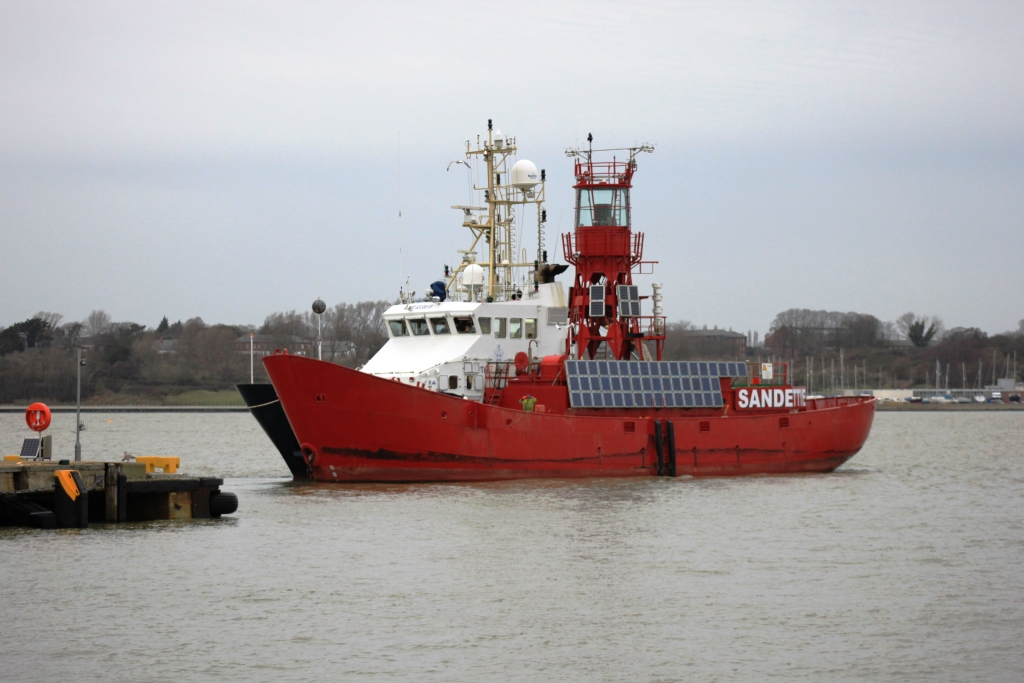
Le Sandettie automatique britannique remorqué vers un ancrage provisoire, 2011-12-30

En fait, le nom intemporel du bateau n'est pas Sandettié qui est seulement le dernier lieu de son affectation. Le présent Sandettié, en réalité le BF6 (bateau-feu no 6), semble aussi être le sixième bateau-feu à porter le nom de « Sandettié » au XXe siècle. Il est d'ailleurs le sister-ship du BF7 qui porta d'abord lui-même le nom de Sandettié (avant de prendre le nom de sa nouvelle affectation au banc de Bassurelle en 1967) tandis que le BF6, dans un premier temps, s'est appelé Dyck avant son affectation définitive à Sandettié. C'est probablement la raison pour laquelle le BF6 Sandettié est parfois dénommé Sandettié II bien qu'un autre bâtiment, le BF2, construit en 1911-1912 fut également dénommé ainsi.
Le présent BF6 et le BF7 ont été lancés la même année (1949) et construits selon les mêmes plans, eux-mêmes copiés sur ceux du Sandettié de 1937, et du Ruytingen de 1938, avec quelques améliorations. Ces deux bâtiments furent coulés durant la Seconde Guerre mondiale.
Le BF6 remplaça le BF2 en 1978 et prit alors le nom définitif de Sandettié. Le BF2 avait été mis en service sur le banc Sandettié en 1957, sans doute en remplacement d'un Sandettié de 1921, le premier à avoir un phare électrifié, lui-même ayant succédé à un Sandettié de 1902-1903, qui avait alors été réaffecté au poste de Ruytingen en 1921. Bien que servant en dernier lieu encore sur le banc Sandettié en alternance, le BF2 sera désarmé en 1978 en tant que Dyck, puis racheté par la ville de Dunkerque en septembre 1980 pour être exposé comme musée à flot jusqu'en 1997, date à laquelle le BF6 a pris sa place devant le Musée portuaire.
Le Sandettie actuel, en activité depuis 1989 sous le nom de « Sandettie Lightvessel (en) », est un bateau-balise automatique britannique (sans moteur et sans équipage), de la Trinity House, qui obtient son électricité grâce à des panneaux solaires. Son feu qui ne porte plus qu'à 15 milles marins émet toujours un éclat blanc toutes les 5 secondes. Il a toujours une corne de brume, un RACON et une station météorologique dont les observations sont prises en compte par le Met Office pour établir le bulletin météo pour marins diffusé deux fois par jour en semaine et trois fois par jour le week-end sur BBC Radio 4,,.

## Divers
- L'intrigue d'un livre pour la jeunesse fait revivre le Sandettié : Anne Noury, Tom et le vieux loup de mer. Le bateau-feu, illustrations de Stéphane Martin, Tête de linotte édition jeunesse, 2003 (il s'agit du troisième tome de la série Tom et le vieux loup de mer)
- En 1942, le film Le journal tombe à cinq heures se termine par le Sandettié pris dans une tempête et rompant ses amarres. Vu uniquement de nuit, il est bien sûr différent du BF6.
- La météo marine, retransmise sur France Inter relayait chaque jour les informations transmises du « bateau-feu Sandettié » en mer du Nord tant qu'il était en service. Aujourd'hui une balise anglaise « Sandettie Lightvessel Automatic » a pris le relais [18].
- La mémoire des bateaux-feux dunkerquois, qu'illustre le Sandettié, jadis repère bienfaiteur au service de tous, a probablement inspiré le nom donné à l'établissement culturel, multidisciplinaire, qui s'est établi en septembre 1991 dans le théâtre municipal de Dunkerque : Le Bateau-feu.
- Le présent Sandettié figure sur un timbre français de 1998 consacré au 71e congrès de la fédération française des associations philatéliques à Dunkerque[20]
- Une exposition proposée par le Musée portuaire de Dunkerque « Variations autour d’un bateau-feu » était un prétexte à la nuit des musées de mai 2011 où comédiens, musiciens et artistes s’étaient donné rendez-vous sur le Sandettié pour une nuit sous le signe de la poésie[21].
- Une résidence à proximité de la plage de Malo-les-Bains se nomme le Sandettie et le Dyck[22][réf. nécessaire] .

## Galerie

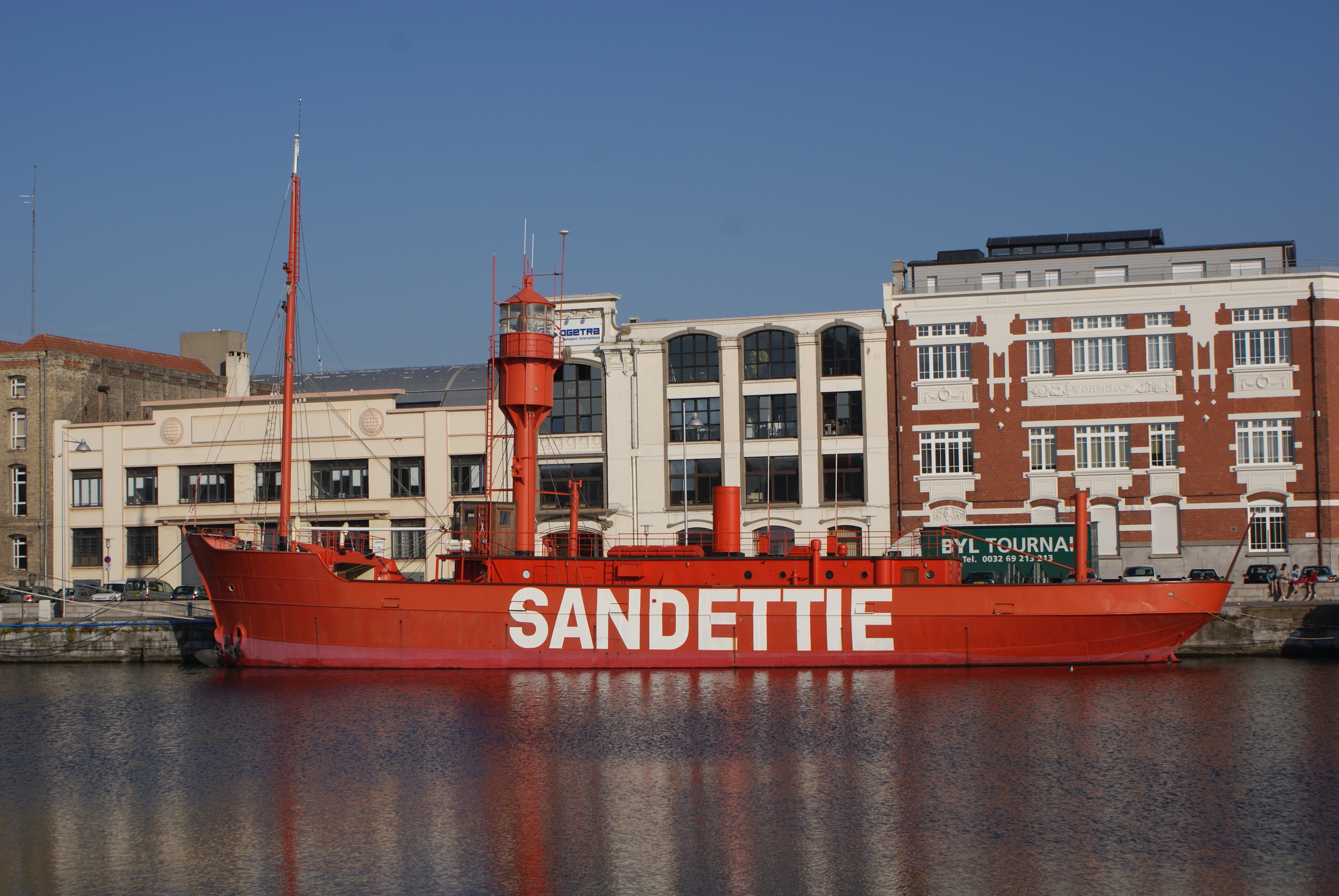
Le Sandettié vu d'en face
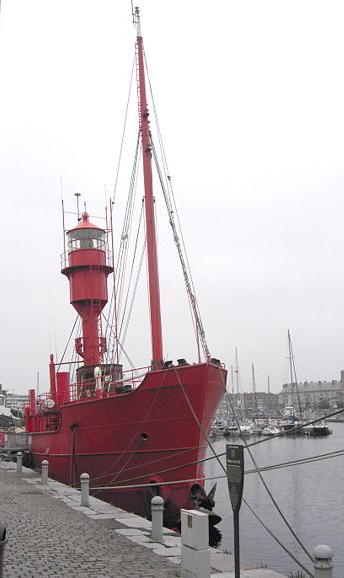
Le Sandettié côté Musée portuaire
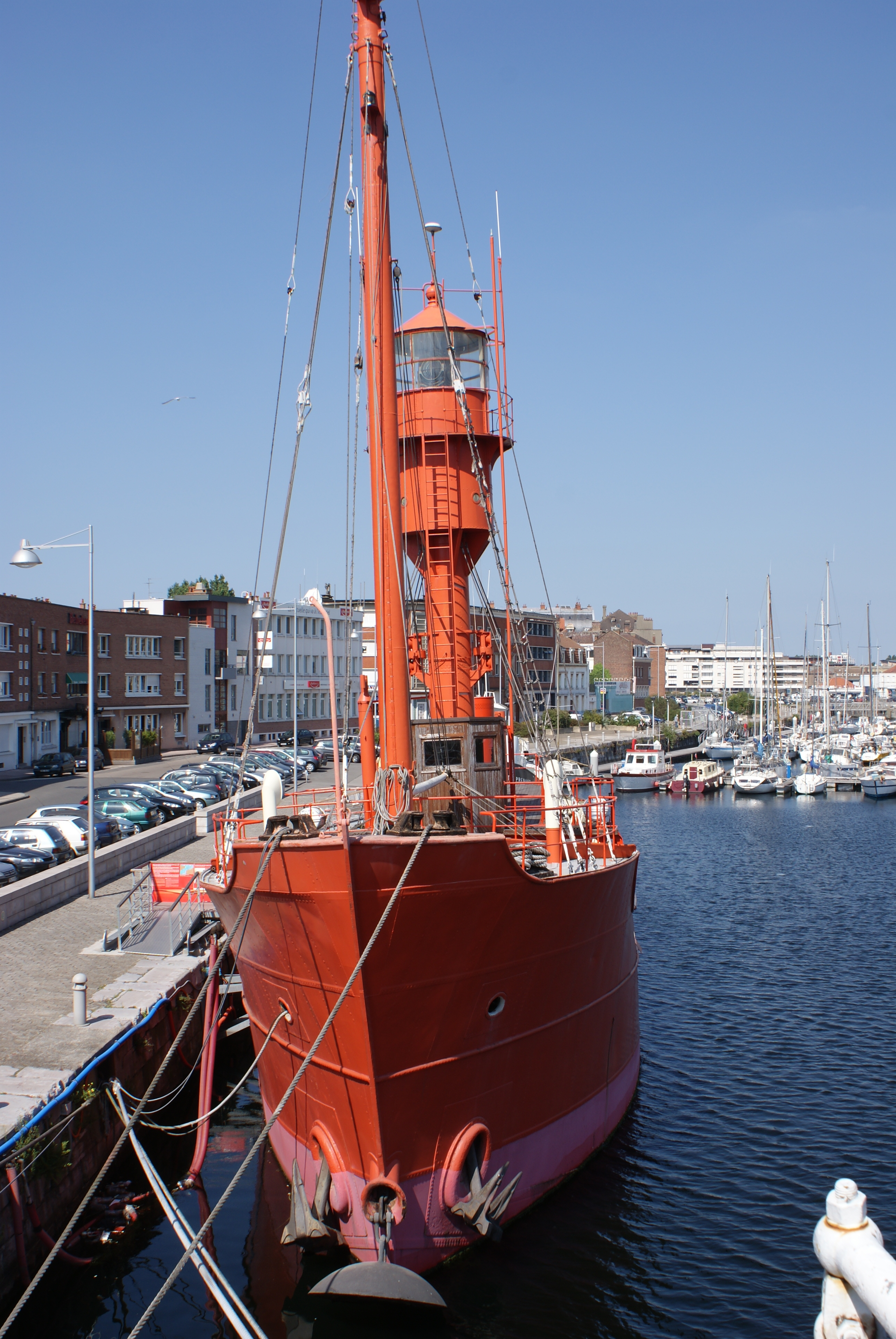
Le Sandettié de face
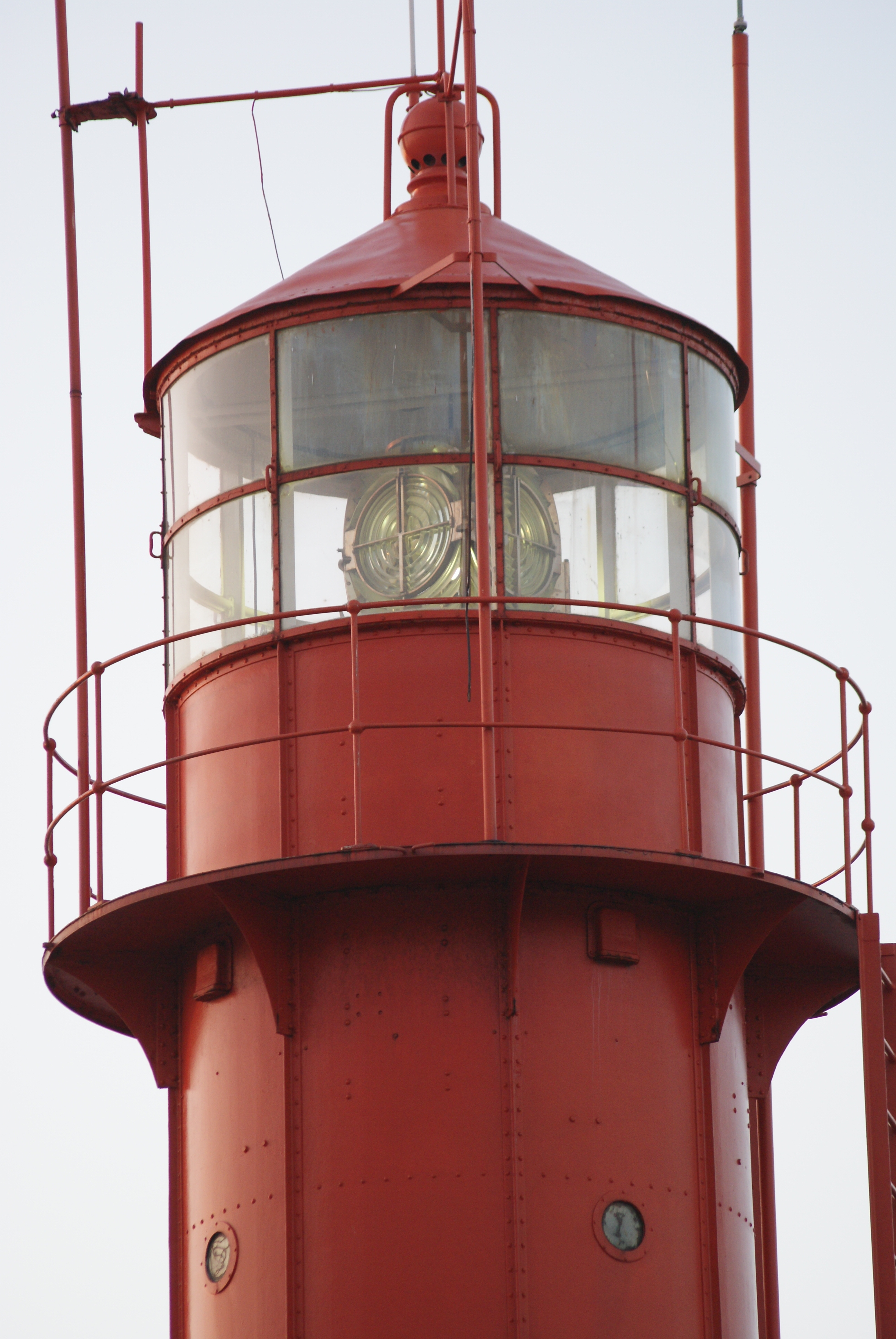
Détail du phare du Sandettié
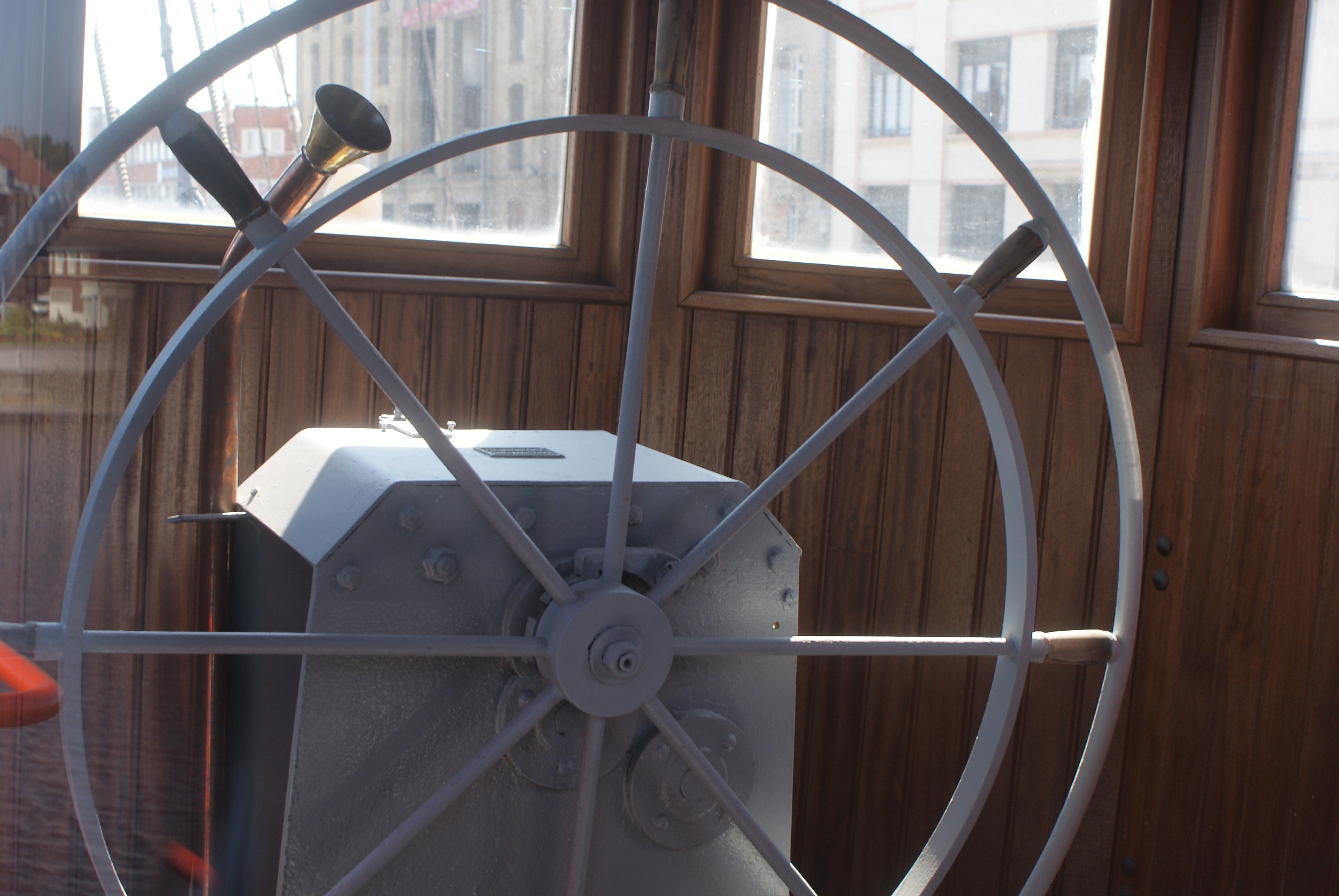
La barre dans le poste de pilotage
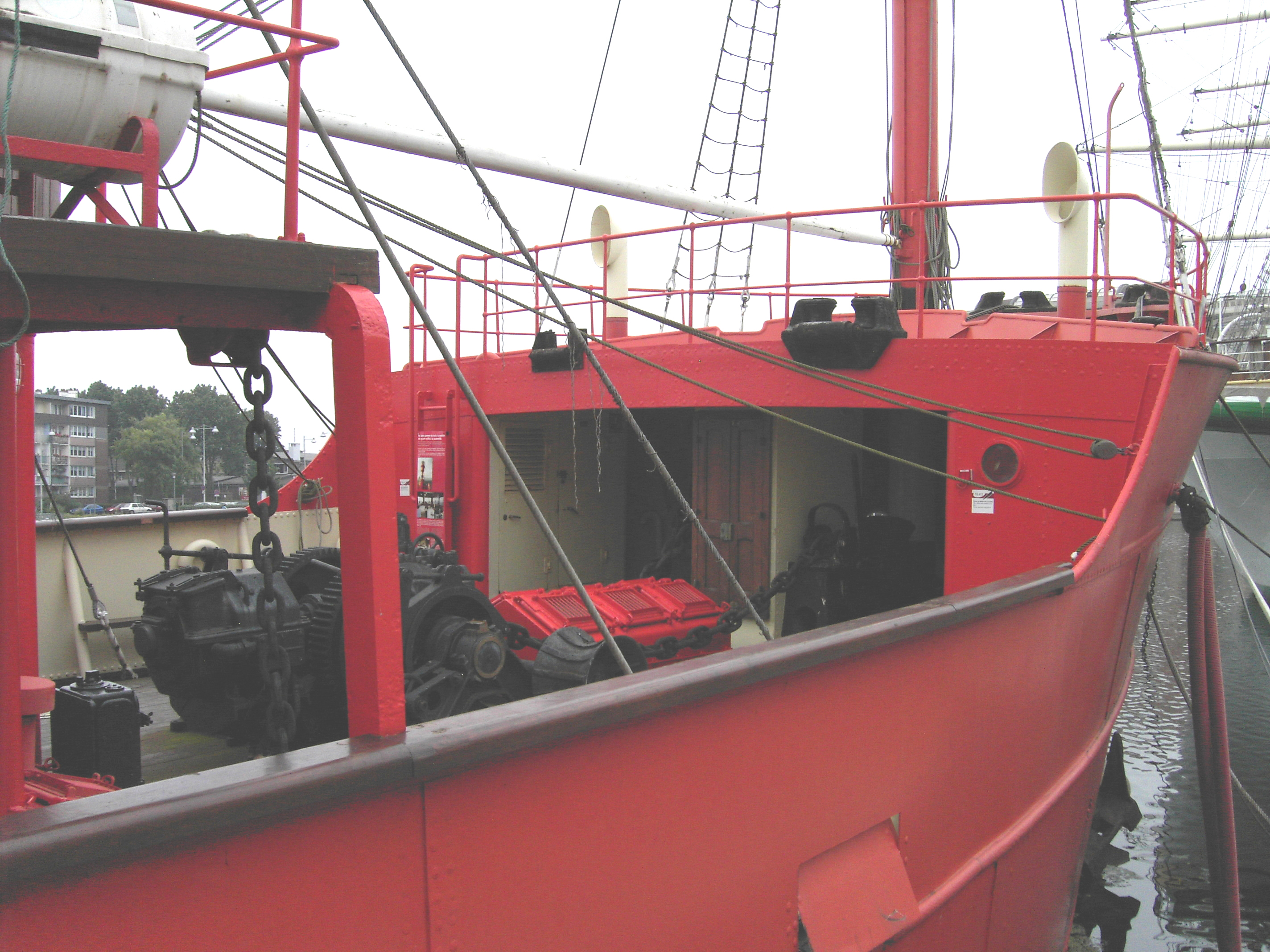
Le gaillard avant du Sandettié
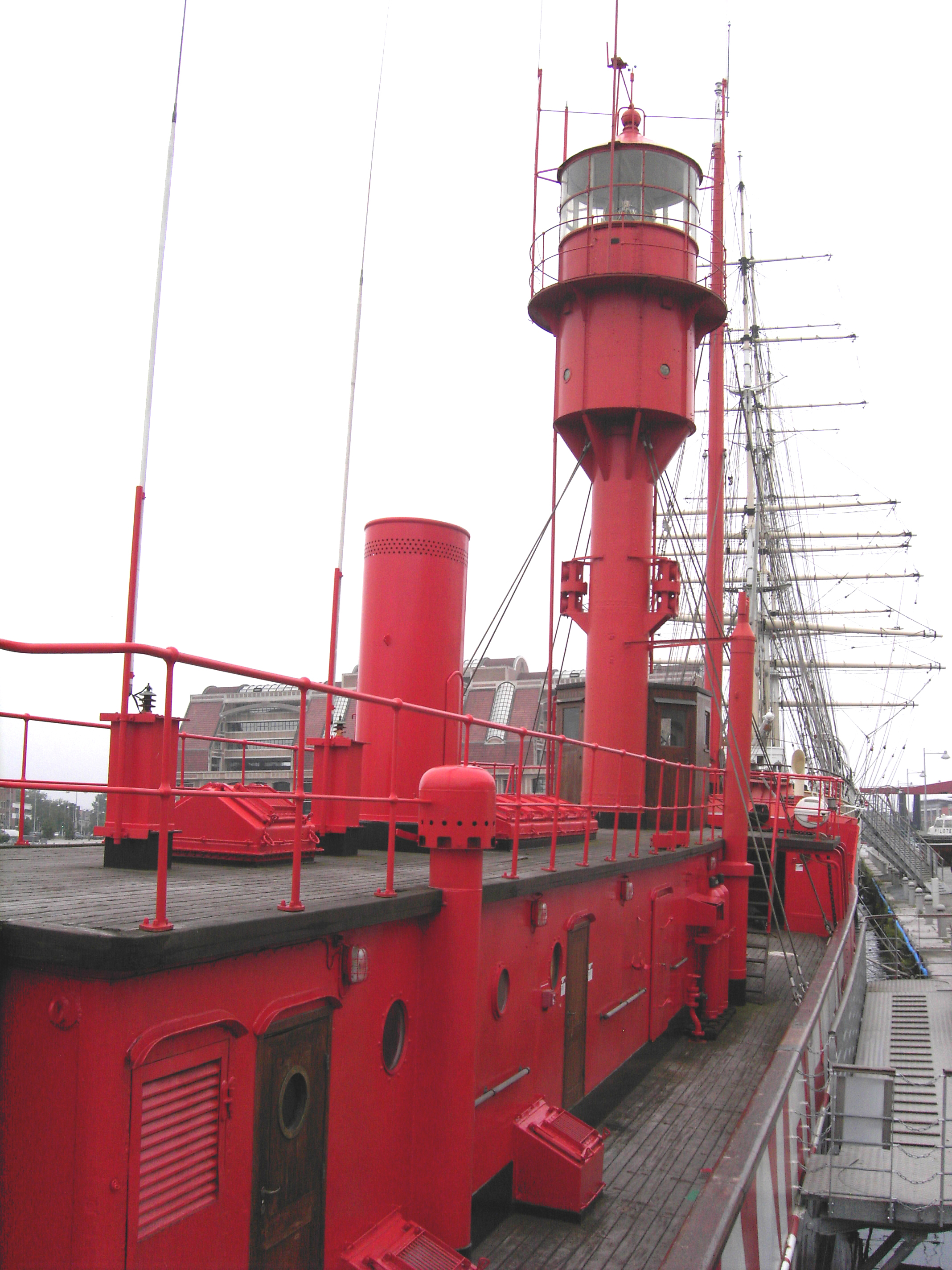
Le roof avec la cuisine du Sandettié
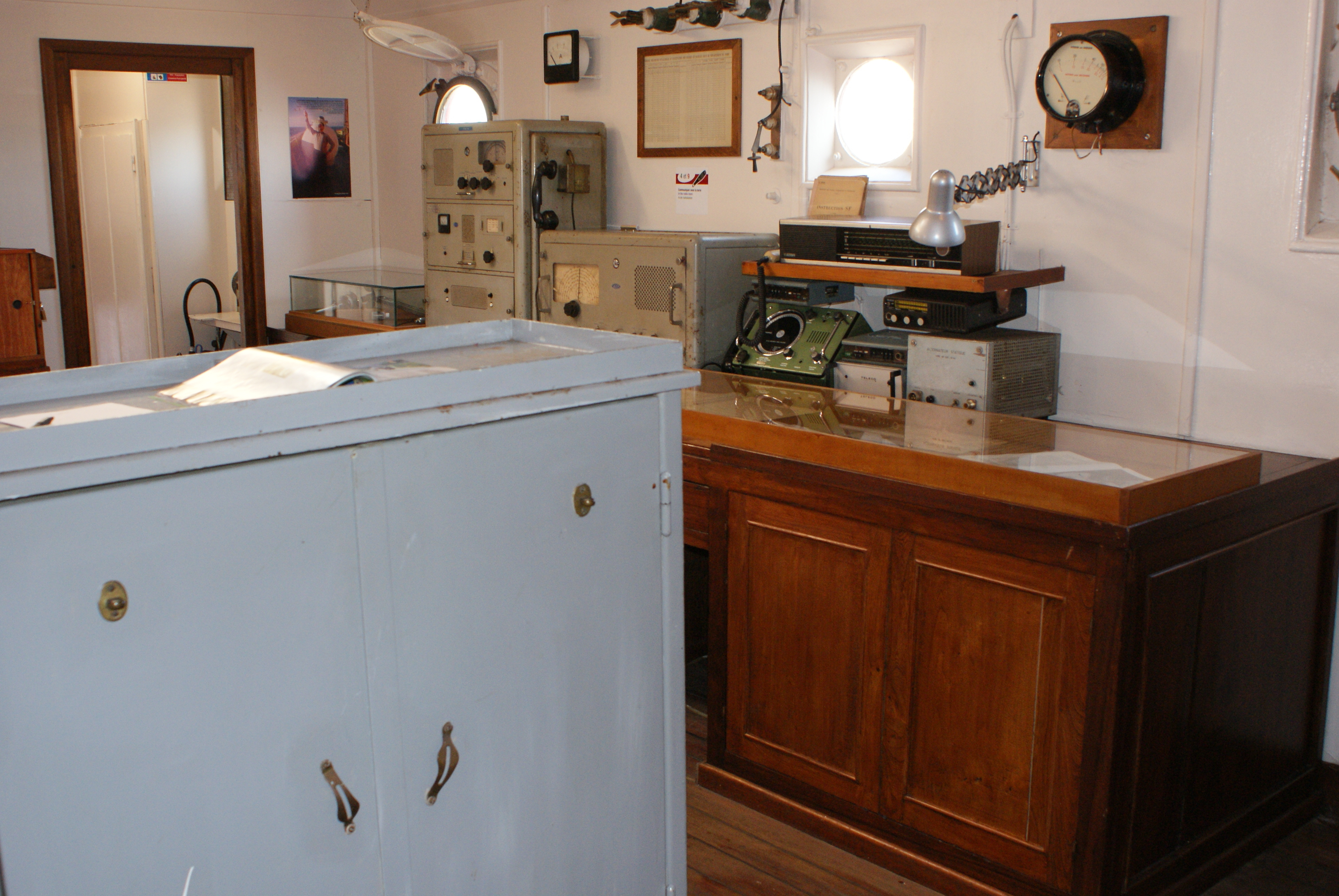
L'espace de travail radio dans le roof